# Bożena Majtyka
Bożena Majtyka, z domu Rzeczycka (ur. 30 stycznia 1966) – polska szachistka.

## Kariera szachowa
Wielokrotnie startowała w finałach mistrzostw Polski juniorek, największy sukces odnosząc w 1984 r. w Poznaniu, gdzie zdobyła złoty medal mistrzostw Polski do 20 lat. W 1988 r. zdobyła w Kielcach tytuł młodzieżowej mistrzyni Polski. Pomiędzy 1986 a 1990 r. czterokrotnie uczestniczyła w finałach indywidualnych mistrzostw Polski kobiet, najlepszy wynik osiągając w 1987 r. we Wrocławiu, gdzie zajęła XI miejsce. Kilkukrotnie uczestniczyła w międzynarodowych kobiecych turniejach w Nałęczowie, najlepszy wynik osiągając w 1986 r. (dzielone IV-V miejsce).
W 1990 r. zakończyła czynną karierę szachową.
Najwyższy ranking w karierze osiągnęła 1 stycznia 1987 r., z wynikiem 2180 punktów zajmowała wówczas 7. miejsce wśród polskich szachistek.